# Andrew Martin
Andrew Martin, född 12 maj 1980, är en friidrottare från Australien. Han deltog vid olympiska sommarspelen 2000.